# Mycoplasma alvi
Mycoplasma alvi è una specie di batterio appartenente alla famiglia delle Mycoplasmataceae.